# Boursorama
Boursorama este un grup bancar electronic deținut de Société Générale, creat inițial cu participarea Caixa pentru a concura cu ING Group. În Franța folosește numele Boursorama Banque, în Germania OnVista și în Spania Self Bank by Singular Bank. Sediul central al grupului este la Paris, iar cel al filialelor din Londra, Frankfurt pe Main și, respectiv, Alcobendas.
În iunie 2015, CaixaBank a anunțat vânzarea participației sale la Boursorama (20,5%) către Société Générale și a participației directe din Self Bank (49%) către Boursorama.